# Rutili Màxim
Rutili Màxim (llatí: Rutilius Maximus) va ser un jurista romà d'una època que no s'ha pogut determinar amb exactitud però possiblement cap al segle i aC.
Apareix mencionat a l'Índex florentí, i també al Digest, que diu que va ser l'autor d'un tractat jurídic redactat en un únic llibre i titulat Ad Legem Falcidiam. Aquesta obra està datada l'any 40 aC.